# Liste des évêques et archevêques de Malanje
Liste des évêques et archevêques de Malanje
(Archidioecesis Malaniensis)
L'évêché de Malanje est créé le 25 novembre 1957, par détachement de celui de Silva Porto et de l'archevêché de Luanda.
Il est érigé en archevêché le 12 avril 2011.

## Liste des évêques
- 5 décembre 1957-13 février 1962 : Manuel Nunes Gabriel
- 20 décembre 1962-† 7 avril 1973 : Pompeu de Sá Leão y Seabra
- 25 septembre 1973-10 août 1975 : Eduardo Muaca (Eduardo André Muaca)
- 10 août 1975-3 février 1977 : Alexandre do Nascimento
- 3 février 1977-27 août 1998 : Eugénio Salessu
- 27 août 1998-12 avril 2011 : Luis Pérez de Onraita Aguirre (Luis María Pérez de Onraita Aguirre)

## Liste des archevêques
- 12 avril 2011-19 mai 2012 : Luis Pérez de Onraita Aguirre (Luis María Pérez de Onraita Aguirre), promu archevêque.
- 19 mai 2012-8 novembre 2020 : Benedito Roberto
- depuis le 29 septembre 2021 : Luzizila Kiala

## Sources
- L'ANNUAIRE PONTIFICAL, sur le site http://www.catholic-hierarchy.org, à la page